# Kloskimmermossa
Kloskimmermossa (Isopterygiopsis pulchella) är en bladmossart som beskrevs av Iwatsuki 1987. Enligt Catalogue of Life ingår Kloskimmermossa i släktet skimmermossor och familjen Plagiotheciaceae, men enligt Dyntaxa är tillhörigheten istället släktet skimmermossor och familjen Plagiotheciaceae. Arten är reproducerande i Sverige. Inga underarter finns listade i Catalogue of Life.